# Тіні (фільм, 1922)
Тіні (англ. Shadows) — американська драма режисера Тома Формана 1922 року.

## Сюжет
Хвалькуватий і гордий рибалка на ім'я Деніель Гіббс залишає свою дружину Симпаті, щоб піти на риболовлю з іншими жителями села і зникає в морі. Але двоє чоловіків вижили, один сільський житель і загадковий китайський незнайомець на ім'я Єн Сін.

## У ролях
- Лон Чейні — Єн Сін
- Маргаріт Де Ла Мотт — Симпаті Гіббс
- Гаррісон Форд — Джон Молден
- Джон Ст. Поліс — Нейт Снов
- Волтер Лонг — Деніель Гіббс
- Бадді Мессінгер — «Містер Поганий Хлопець»
- Прісцилла Боннер — Мері Брент
- Френсіс Реймонд — Емсі Нікерсон
- Джо Мерфі — житель села